# Pointe de la Jonction

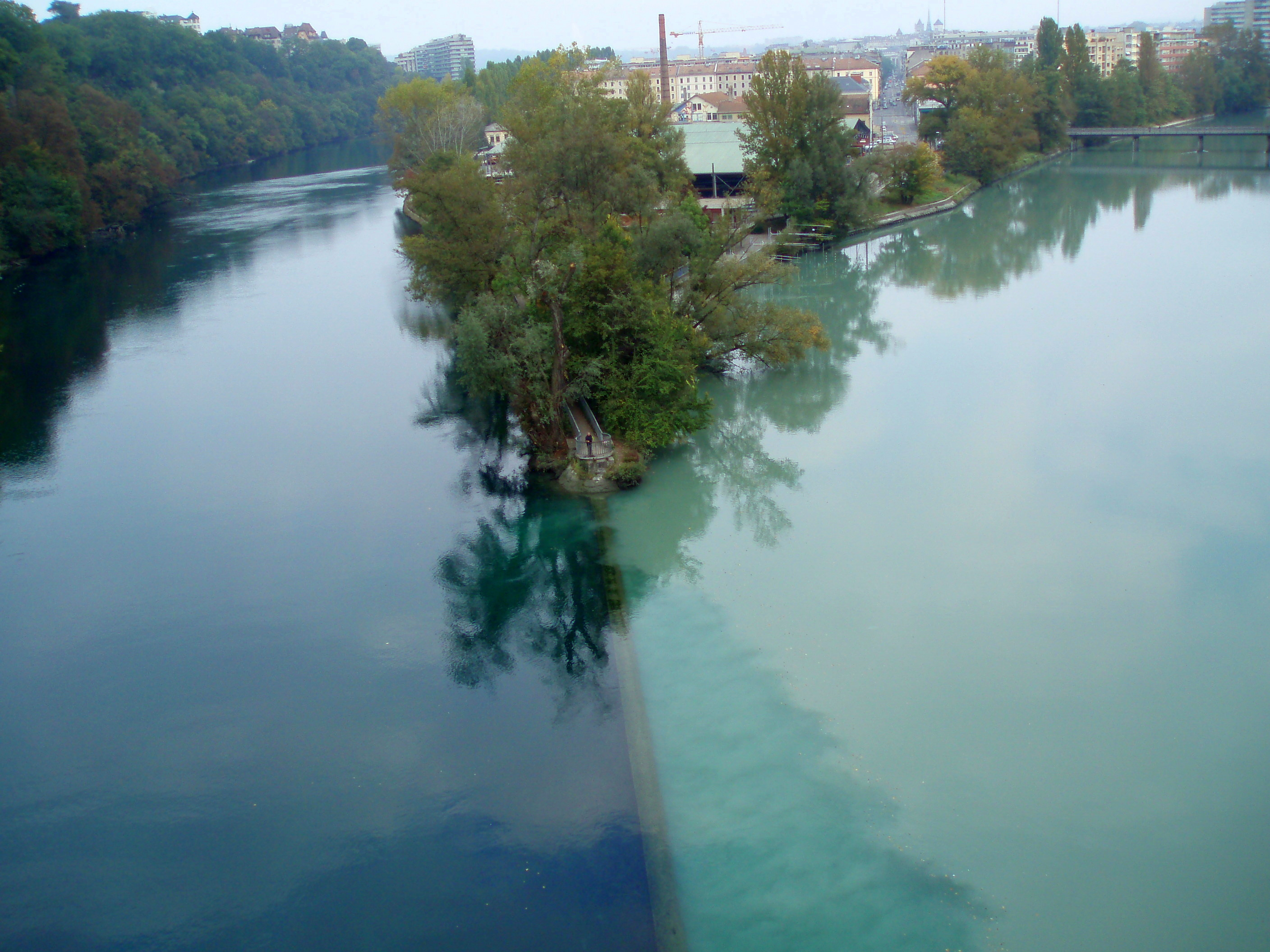
Los dos ríos que se juntan en el Pointe de la Jonction se distinguen claramente.

El Pointe de la Jonction (traducción literal, "punto de la unión") es el punto donde confluye el río Arve en el río Ródano. Está ubicado en la ciudad de Ginebra, Suiza.
En la zona, los bancos de ambos ríos disponen de senderos transitables rodeados de álamos italianos. El punto de unión de los ríos es atravesado por un puente que sirve como paso peatonal y de tren.
El Pointe de la Jonction dispone de una plataforma de 22 metros de longitud que permite a los turistas aproximarse al punto exacto de confluencia de los ríos. Es utilizado para el desarrollo de eventos en vivo y venta de productos durante el verano. Además, es el punto de partida de diversas actividades acuáticas como balsismo (rafting) y piragüismo (kayaking).